# Santiago Agrelo Martínez

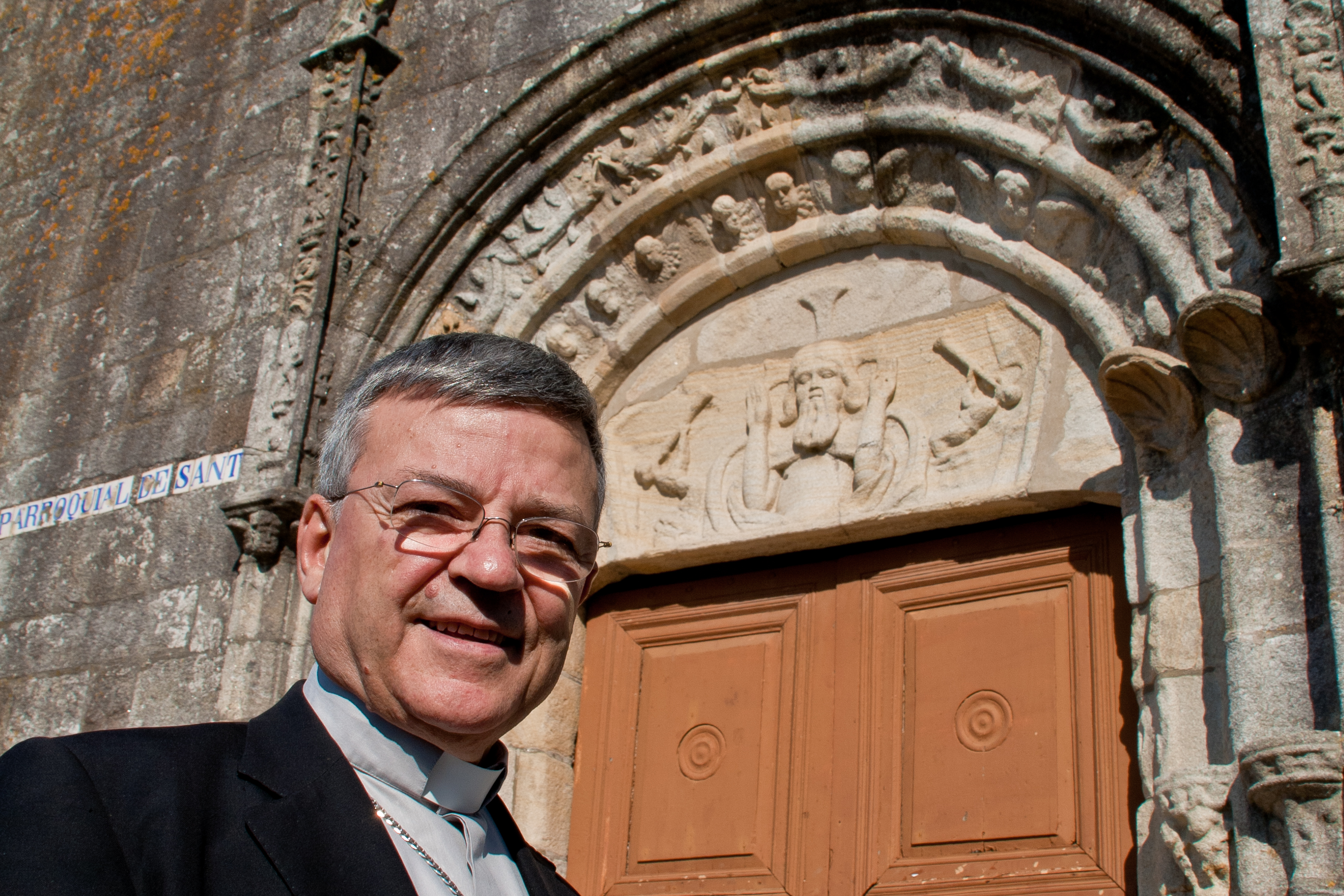
Santiago Agrelo Martínez

Wappen von Santiago Agrelo Martínez

Santiago Agrelo Martínez OFM (* 20. Juni 1942 in Rianxo, Provinz A Coruña) ist ein spanischer Ordensgeistlicher und römisch-katholischer Alterzbischof von Tanger.

## Leben
Santiago Agrelo Martínez trat in die Ordensgemeinschaft der Franziskaner ein und empfing am 13. August 1966 das Sakrament der Priesterweihe.
Am 11. April 2007 ernannte ihn Papst Benedikt XVI. zum Erzbischof von Tanger. Der Erzbischof von Sevilla, Carlos Kardinal Amigo Vallejo OFM, spendete ihm am 17. Juni desselben Jahres die Bischofsweihe; Mitkonsekratoren waren der Apostolische Nuntius in Marokko, Erzbischof Antonio Sozzo, und der Erzbischof von Rabat, Vincent Louis Marie Landel SCI. di Béth.
Papst Franziskus nahm am 24. Mai 2019 seinen altersbedingten Rücktritt an.